# Nebiyou Perry
Nebiyou Sundance Perry (New York, 2 ottobre 1999) è un calciatore statunitense con cittadinanza svedese, centrocampista o attaccante dell'Östersund.

## Carriera
Arrivato in Svezia al seguito della famiglia all'età di 8 anni, ha iniziato a giocare a calcio nel Vasalund all'età di 10.
Prima dell'inizio della stagione 2013 è entrato a far parte delle giovanili dell'AIK. Il 6 luglio 2017 ha debuttato con la prima squadra subentrando a Stefan Ishizaki nel match interno vinto 5-0 contro i faroesi del KÍ Klaksvík, valido per il ritorno del primo turno preliminare di Europa League. Essa sarà l'unica sua presenza in prima squadra.
Nel gennaio del 2018 si è trasferito ai tedeschi del Colonia con un contratto di due anni e mezzo. Anche in questo caso non ha trovato spazio in prima squadra, visto che in oltre un anno trascorso in Germania ha avuto modo di essere utilizzato nelle giovanili oppure nella squadra riserve che militava in Regionalliga, la quarta divisione del calcio tedesco.
Il 12 marzo 2019 è stato annunciato il suo prestito al Trelleborg, valido fino al successivo 15 luglio. Durante questo periodo ha disputato 7 partite nel campionato di Superettan 2019 – seconda serie svedese – segnando una rete.
Nel luglio dello stesso anno, a pochi giorni dalla scadenza del prestito al Trelleborg, Perry è stato acquisito dall'Östersund a titolo definitivo con un accordo triennale, iniziando di fatto la sua prima parentesi nel massimo campionato svedese. Nonostante la retrocessione dell'Östersund avvenuta al termine dell'Allsvenskan 2021 (stagione in cui Perry ha collezionato solo 9 presenze in campionato), è rimasto in squadra. Nel gennaio 2022, in precampionato, ha tuttavia riportato un grave infortunio che gli ha impedito di scendere in campo nei mesi seguenti. Il successivo 29 luglio il club ha comunicato ufficialmente la partenza del giocatore per fine contratto.
Rimasto svincolato qualche mese, nel gennaio 2023 si è unito a parametro zero al Nashville SC con un accordo triennale. Con i gialloblù del Tennessee tuttavia non ha mai giocato, poiché durante il primo anno è stato girato all'Huntsville City della lega MLS Next Pro (dove ha giocato 18 partite di cui 5 da titolare, con 4 gol totali), mentre a fine stagione il club statunitense ha rifiutato di esercitare l'opzione contrattuale per una sua eventuale permanenza.
Il 1º febbraio 2024 è stato reso noto che Perry sarebbe tornato all'Östersund nel campionato di Superettan con un contratto biennale.